# ラヴァーボーイ
ラヴァーボーイ（Loverboy）は、1979年にカナダ・カルガリーで結成されたロックバンド。現在はバンクーバーを拠点に活動している。

## 概要
ストリートハートを始め、バンクーバーをフランチャイズとする実に13ものローカル・バンドを転々としていたポール・ディーンと、モキシー出身のマイク・レノは、1978年にスティーリー・ダン・タイプのスタジオ・レコーディングデュオを結成。これを母体にオーディションによって選び抜かれた3人のスタジオ・ミュージシャン達、スコット・スミスやマット・フレネット、ダグ・ジョンソンが次々と加わり、ラヴァーボーイは結成された。

## メンバー
在籍中のメンバー
- マイク・レノ（Mike Reno） : リード・ボーカル（1979年 - 1988年、1989年、1991年 - ）、ギター（2015年 - ）
- ポール・ディーン（Paul Dean） : ギター、バッキング・ボーカル（1979年 - 1988年、1989年、1991年 - ）
- ダグ・ジョンソン（Doug Johnson） : キーボード、サクソフォーン、ハーモニカ、バッキング・ボーカル（1979年 - 1988年、1991年 - ）
- マット・フレネット（Matt Frenette） : ドラムス、パーカッション（1979年 - 1988年、1989年、1991年 - ）
- ケン・“スパイダー”・シンネーヴ（Ken "Spider" Sinnaeve） : ベース、バッキング・ボーカル（2001年 - ）

旧メンバー
- ジム・クレンチ（Jim Clench） : ベース（1979年）※2010年没
- スコット・スミス（Scott Smith : ベース（1979年 - 1988年、1989年、1991年 - 2000年）※2000年没

## ディスコグラフィ

### アルバム
- 1980年  Loverboy
- 1981年  Get Lucky
- 1983年  Keep It Up
- 1985年  Lovin' Every Minute of It
- 1987年  Wildside
- 1997年  VI
- 2007年  Just Getting Started
- 2012年  Rock 'N' Roll Revival
- 2014年  Unfinished Business

### シングル
- Heaven in Your Eyes - 映画『トップガン (映画)』のサントラ収録曲。